# Christelle Morançais
Pour les articles homonymes, voir Morançais.
Christelle Morançais, née le 28 janvier 1975 au Mans (Sarthe), est une femme politique française.
Depuis 2017, elle est présidente du conseil régional des Pays de la Loire.
Elle est d'abord membre de l'UMP puis des Républicains, dont elle est vice-présidente de 2019 à son départ, en 2022. Elle rejoint le parti Horizons d'Édouard Philippe en 2024.

## Situation personnelle

### Enfance et études
Christelle Morançais naît le 28 janvier 1975 au Mans (Sarthe). Elle y suit tout son cursus scolaire, aux lycées Montesquieu et Touchard puis à l'Institut supérieur de formation, une école de commerce mancelle. Son père est chef d'entreprise.

### Carrière professionnelle
Après avoir décroché un BTS action commerciale, elle travaille pendant vingt ans dans l'immobilier au sein de TPE/PME et de grands groupes. Elle commence sa carrière comme négociatrice, puis responsable développement Grand Ouest pour un grand réseau immobilier, le groupe américain CBRE,,.
En 2009, elle crée sa première entreprise, une agence immobilière. En 2011, après s'être consacrée à sa famille, elle fonde avec son mari une deuxième entreprise dans la Sarthe, la société MegAgence, dans laquelle elle exerce la fonction de directrice générale.
Élue à la présidence de la région Pays de la Loire, elle démissionne en 2017 de ce poste de directrice générale pour se consacrer entièrement à cette fonction publique.
Elle a été membre du Medef.

### Vie privée
Elle est mariée à un entrepreneur dans le secteur immobilier. Le couple s'est rencontré en 1997 lors d'un meeting d'Alain Madelin et a deux enfants.

## Parcours politique

### Débuts
Adhérente à l'UMP dès 2002, elle commence à militer activement à partir de 2011, lors de la campagne présidentielle de Nicolas Sarkozy.
En mars 2014, elle est tête de liste UMP au Mans lors des municipales,,, lors desquelles elle est battue par le maire PS sortant Jean-Claude Boulard. Elle est conseillère municipale de 2014 à 2020.
En 2014, Jean Pierre Vogel lui propose d'être candidate sur sa liste lors des sénatoriales. Elle figure en 2e position sur la liste UMP, mais elle n'est pas élue.

### Vice-présidente du conseil régional des Pays de la Loire
En décembre 2015, elle pilote la liste de droite dans la Sarthe lors des régionales. Elle est élue et devient la 2e vice-présidente du conseil régional des Pays de la Loire, chargée de l'emploi, de l'apprentissage, de la formation professionnelle et de l'insertion.
En juin 2017, elle se présente dans la 1re circonscription de la Sarthe lors des élections législatives ; elle n’est pas élue à 47 voix près,,,.

### Présidente du conseil régional des Pays de la Loire
Touché par le cumul des mandats, Bruno Retailleau démissionne de la présidence du conseil régional des Pays de la Loire,,. Le 7 septembre 2017, Christelle Morançais est désignée par les élus de la majorité régionale pour lui succéder,.
Le 19 octobre 2017, Christelle Morançais est élue par 53 voix favorables sur 92 votants à la tête de l'assemblée régionale ; elle devient ainsi la première femme à exercer cette fonction en Pays de la Loire et la quatrième à la tête d'une région française.
Elle annonce qu'elle ne briguera pas la mairie du Mans aux élections municipales de 2020,.

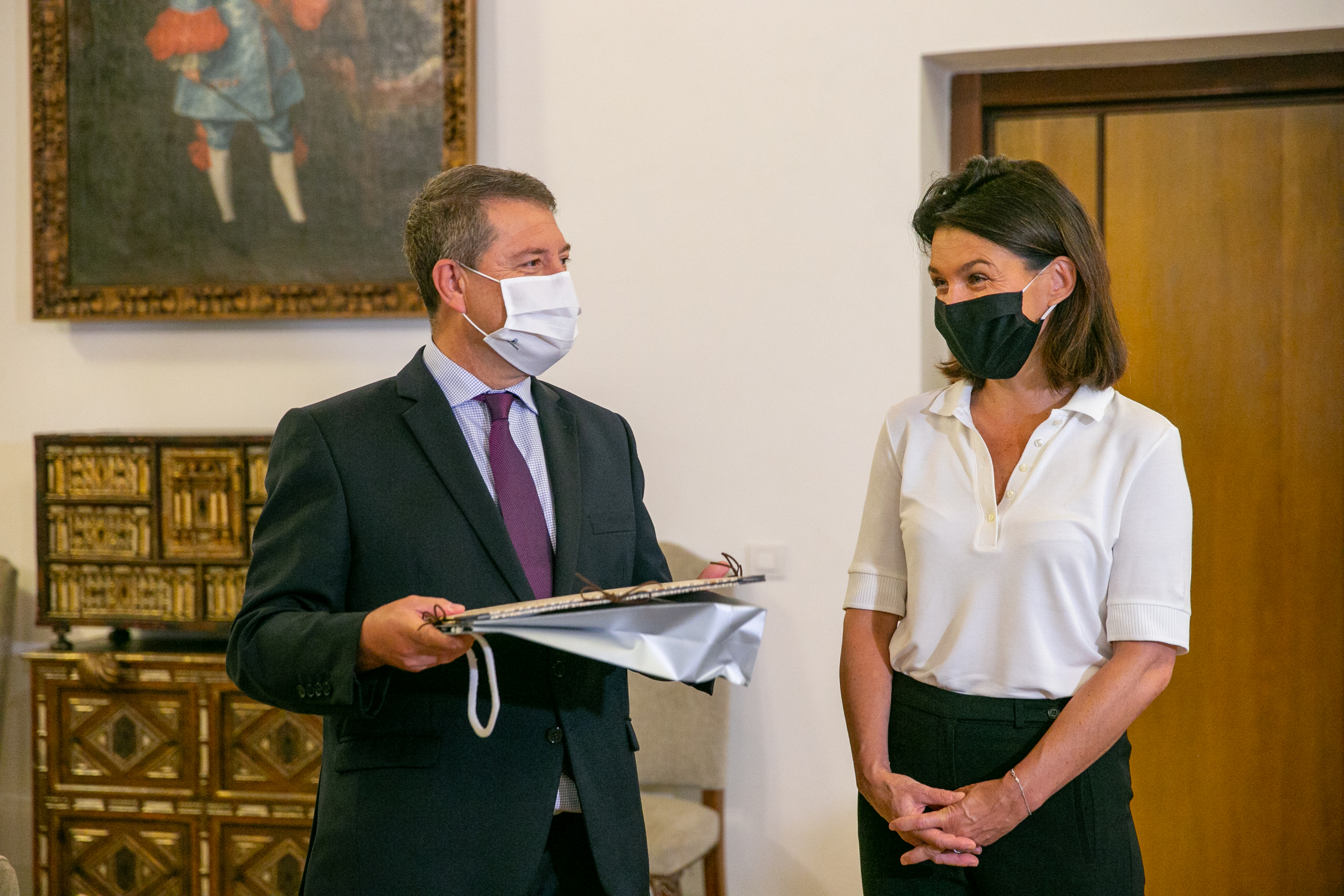
Le président Emiliano García-Page de Castille-La Manche, communauté autonome d'Espagne recevant Christelle Morançais en 2021.

Le 6 mai 2021, elle se déclare candidate à sa réélection à l'occasion des élections régionales de 2021. Le 27 juin 2021, lors du second tour, sa liste arrive largement en tête, devant celles de Matthieu Orphelin (EÉLV-LFI-PS), d'Hervé Juvin (RN) et de François de Rugy (LREM). Seule candidate, elle est réélue présidente du conseil régional le 2 juillet 2021.
Dans un contexte de réductions de dotations imposées par le gouvernement Barnier en septembre 2024, elle indique viser 100 millions d'euros de réductions budgétaires, là où le gouvernement n'en demande que 40 millions d'euros. Elle annonce des coupes dans les subventions aux associations culturelles (estimée à en baisse de 73 %) — les syndicats estiment alors les pertes d'emplois à 150 000 — et sportives (estimée à en baisse de 75 %), dont celles allant à différents festivals de musique ou de cinéma de toutes tailles. Les pôles de coopération culturelle régionaux perdent également leur financement, tout comme la branche régionale du Planning familial et des missions locales. En tout, près de 200 organismes sont touchés. Des investissements dans la transition écologique sont par ailleurs réduits, ainsi que les aides aux agriculteurs. La suppression de 100 postes au sein de l'administration de la région est aussi annoncée. Si ces coupes budgétaires sont soutenues par les groupes macronistes et RN au sein du conseil régional, elles sont critiquées par l'opposition de gauche, et par les milieux culturels. La polémique lui permet d'émerger comme une personnalité politique de « dimension nationale », et d'être comparée à d'autres politiques comme Margaret Thatcher ou Javier Milei.
En décembre 2024, ses notes de frais concernant ses déplacements, restauration et nuits d’hôtel entre 2021 et 2023 s'élèvent à 42 792 euros.

### Responsabilités et prises de position au sein de la droite
Elle a soutenu La Manif pour tous en 2012,.
Elle rejoint un temps le micro-parti de Guillaume Peltier La Droite forte.
Le 21 novembre 2018, elle est nommée référente « économie du numérique » dans le cabinet fantôme de Laurent Wauquiez. Le 23 octobre 2019, elle est nommée vice-présidente du parti Les Républicains (LR). En décembre 2021, elle devient l'une des six porte-parole de la candidate LR à l'élection présidentielle de 2022, Valérie Pécresse.
Elle appelle après l'élection présidentielle de 2022 à un rassemblement de la droite autour d'Emmanuel Macron. Le 2 septembre 2022, elle annonce qu'elle quitte LR.
Elle rejoint le parti Horizons en février 2024, parti présidé par l'ancien Premier ministre Édouard Philippe. Elle y est responsable de la commission nationale d'investiture, et devient l'une des deux vice-présidentes de ce parti en décembre 2024, aux côtés de Christian Estrosi.
Entre les deux tours des élections législatives 2024, Christelle Morançais s'élève contre le principe du front républicain et appelle à voter blanc au second tour en cas de duel RN-NFP.
En janvier 2025, tandis que plusieurs utilisateurs quittent le réseau social X, elle dit saluer "le génial" Elon Musk tout en dénonçant les obsessions de certaines politiques français envers le milliardaire américain. Quelques semaines après, en mars 2025, elle déclare au sujet du même Elon Musk :  « J’ai dit que je respectais Elon Musk l’entrepreneur, et d’ailleurs je ne suis pas la seule : même notre armée recourt à la technologie Starlink qu’il a développée. Mais le dirigeant politique me rebute, m’écœure, je combats de toutes mes forces sa vision des femmes et ses alliances avec l’extrême droite ».

## Synthèse des résultats électoraux

### Élections régionales
Les résultats ci-dessous concernent uniquement les élections où elle est tête de liste régionale.
| Année | Parti | Parti       | Région           | 1er tour | 1er tour | 1er tour | 2d tour | 2d tour | 2d tour | Sièges obtenus |
| Année | Parti | Parti       | Région           | Voix     | %        | Rang     | Voix    | %       | Rang    | Sièges obtenus |
| ----- | ----- | ----------- | ---------------- | -------- | -------- | -------- | ------- | ------- | ------- | -------------- |
| 2021  |       | LR (UDI-LC) | Pays-de-la-Loire | 278 948  | 34,30    | 1er      | 392 640 | 46,45   | 1er     | 57 / 93        |

Les résultats ci-dessous concernent exclusivement les élections sur lesquelles elle est tête de liste départementale.
| Année | Parti       | Parti                   | Département | 1er tour | 1er tour | 1er tour | 2d tour | 2d tour | 2d tour | Sièges obtenus |
| Année | Parti       | Parti                   | Département | Voix     | %        | Rang     | Voix    | %       | Rang    | Sièges obtenus |
| ----- | ----------- | ----------------------- | ----------- | -------- | -------- | -------- | ------- | ------- | ------- | -------------- |
| 2015  |             | LR (UDI-MoDem-CNPT-MPF) | Sarthe      | 47 767   | 25,58    | 2e       | 78 442  | 35,46   | 2e      | 7 / 14         |
| 2021  | LR (UDI-LC) | 45 854                  | Sarthe      | 40,12    | 1er      | 60 899   | 51,09   | 1er     | 9 / 13  |                |

### Élections municipales
Les résultats ci-dessous concernent exclusivement les élections sur lesquelles elle est tête de liste.
| Année | Parti | Parti | Commune | 1er tour | 1er tour | 1er tour | 2d tour | 2d tour | 2d tour | Sièges obtenus |
| Année | Parti | Parti | Commune | Voix     | %        | Rang     | Voix    | %       | Rang    | Sièges obtenus |
| ----- | ----- | ----- | ------- | -------- | -------- | -------- | ------- | ------- | ------- | -------------- |
| 2014  |       | UMP   | Le Mans | 9 904    | 21,14    | 2e       | 21 504  | 42,70   | 2e      | 12 / 55        |

## Décorations
- Chevalier de la Légion d'honneur (2022)[63].